# Eugénie Mettenet
Pour les articles homonymes, voir Mettenet.
Eugénie Mettenet, née Gimet, le 23 juin 1916, aux Vastres (Haute-Loire) et morte le 12 novembre 2008 à Benfeld (Bas-Rhin) est une résistante française.

## Biographie
Eugénie Gimet nait dans une famille d’agriculteurs.
Pendant la Seconde Guerre mondiale, dans la région du Chambon-sur-Lignon, elle aide les maquisards et les Juifs : elle accueille notamment une jeune femme juive évadée du camp de Rivesaltes en 1943, avec laquelle elle se lie d'amitié, et qu'elle protège des rafles en 1944.
Elle est nommée Juste parmi les nations en 1989,  par le mémorial de Yad Vashem à Jérusalem en Israël.

## Distinction
Le 6 avril 2007, elle est nommée au grade de chevalier dans l'ordre national de la Légion d'honneur au titre de « ancienne couturière, Juste de France ; 31 ans d'activités professionnelles ». Elle reçoit la décoration à Benfeld (Bas-Rhin), en juillet 2008,.
- Chevalier de la Légion d'honneur (2007)
- Juste parmi les nations (1989)